# Babice u Rosic
Babice u Rosic, bis 1960 Babice (deutsch Babitz) ist eine Gemeinde in Tschechien. Sie liegt drei Kilometer südwestlich von Rosice und gehört zum Okres Brno-venkov.

## Geographie
Das als Rundling angelegte Dorf  befindet sich in der Boskowitzer Furche im Rossitz-Oslawaner Steinkohlenbecken. Gegen Nordosten erstreckt sich der Babický les (Babitzer Wald).
Nachbarorte sind Důl Ferdinand, Zastávka und Nivky im Norden, Rosice, Pendrov und Pod Trojicí im Nordosten, Tetčice im Osten, Kratochvilka im Südosten, Důl Jindřich und Zbýšov im Süden, Horní Kolonie im Südwesten, Zakřany im Westen sowie Vysoké Popovice, Příbramský Mlýn und Příbram na Moravě im Nordwesten.

## Geschichte
Die erste schriftliche Erwähnung des Ortes erfolgte 1228 in der Bestätigungsurkunde Ottokar I. Přemysls über die Gründung des  Zisterzienserinnenklosters „Vallis S. Mariae“ (Marienthal) in Oslavany. 1307 verkaufte das Nonnenkloster das Dorf an das Mönchskloster Sedlec. Nach weiteren Besitzerwechseln wurde Babice schließlich an die Herrschaft Rossitz angeschlossen.  Nachfolgend gehörte das Dorf u. a. Johann den Älteren von Zerotein, seinem Sohn Karl dem Älteren von Zerotein und ab 1628 Albrecht von Waldstein. Zu Beginn des 17. Jahrhunderts bestand das Dorf aus 15 Anwesen. Nach dem Ende des Dreißigjährigen Krieges lagen fünf davon wüst. Seit 1840 wurde bei Babice Steinkohle gefördert. Zunächst wurden Schächte mit Haspelförderung angelegt, die eine Teufe zwischen 25 und 45 m erreichten. Für eine tiefe Wasserlösung wurde von Segen Gottes ein Erbstollen bis in den Skříňekwald bei Babice vorgetrieben und ein System von sieben weiteren Stolln angelegt. 1840 lebten in den 32 Häusern von Babice 236 Personen. Bis zur Mitte des 19. Jahrhunderts blieb Babice immer zu Rossitz untertänig.
Nach der Aufhebung der Patrimonialherrschaften bildete Babice ab 1850 eine Gemeinde in der Bezirkshauptmannschaft Brünn. 1856 begann nordwestlich des Dorfes die Teufung des Ferdinandschacht, der mit einer Fördermaschine ausgestattet wurde. 1880 entstand eine Dorfschule, zuvor wurde in Rossitz unterrichtet. 1890 war das Dorf auf 81 Häuser angewachsen und hatte 748 Einwohner. Zehn Jahre später waren 788 Einwohnern und 99 Häuser. 1921 wurde die Gemeinde Teil des Okres Brno-venkov. Seit 1948 gehörte Babice zum Okres Rosice. Nach der Aufhebung des Okres Rosice kam Babice 1961 zum Okres Brno-venkov zurück und erhielt zur Unterscheidung von Babice nad Svitavou den amtlichen Namenszusatz u Rosic. Zwischen 1980 und 1990 war das Dorf nach Zbýšov eingemeindet. 1992 wurde die Zeche Důl Ferdinand verwahrt.

## Gemeindegliederung
Für die Gemeinde Babice u Rosic sind keine Ortsteile ausgewiesen. Zu Babice u Rosic gehört die Ansiedlung Důl Ferdinand.

## Sehenswürdigkeiten
- Kapelle des hl. Antonius von Padua, erbaut 1863 anstelle eines Glockenturmes. 1925 erhielt der Turm ein neues Dach, die schindelgedeckte Turmzwiebel wurde dabei durch ein spitzes Blechdach ersetzt.
- Gedenkkreuz an den Abzug der französischen Truppen im Jahre 1805. Um das Kreuz entstand 1882 ein Zwetschkengarten, der zum Gedenken an Kronprinz Rudolf als Rudolfův sad benannt wurde.
- Důl Ferdinand, die Steinkohlenzeche stand von 1862 bis 1955 in Betrieb und erreichte eine Schachtteufe von 794 m. Auf der Halde befinden sich die Reste der Tagegebäude